# Vattenflugsnappare
Vattenflugsnappare (Fraseria cinerascens) är en fågel i familjen flugsnappare inom ordningen tättingar.

## Utseende och läte
Vattenflugsnappare är distinkt mörkgrå ovan och ljust gråfjällig under, med lysande vit strupe och tydlig vit fläck framför ögat. Den skiljer sig från andra flugsnappare på sin vita tygel i kombination med levnadsmiljön. Sången består av långa och betonade sträva visslingar som stiger och faller i tonhöjd.

## Utbredning och systematik
Vattenflugsnappare delas in i två underarter med följande utbredning:
- Fraseria cinerascens cinerascens – förekommer från Senegal och Gambia till Ghana
- Fraseria cinerascens ruthae – förekommer från södra Nigeria till Kamerun, Kongo-Kinshasa och Cabinda

## Levnadssätt
Vitbrynad skogssflugsnappare hittas i låglänta skogar intill större floder. Där undgår den lätt upptäckt när den rör sig i skogens lägre skikt, i skuggiga partier eller nära skyddande växtlighet.

## Status
Arten har ett stort utbredningsområde och beståndet anses stabilt. Internationella naturvårdsunionen IUCN listar den därför som livskraftig (LC).

## Namn
Artens vetenskapliga släktesnamn namn hedrar den engelska zoologen Louis Fraser.